# Campionato italiano di hockey su pista 1927
Il Campionato italiano 1927 è stato la 6ª edizione del torneo di primo livello del campionato italiano di hockey su pista.
Lo scudetto è stato conquistato dalla Triestina per la terza volta nella sua storia.

## Stagione

### Avvenimenti
La Triestina risultò essere l'unica squadra iscritta al campionato ed in base al regolamento dell'epoca la Federazione proclamò il club giuliano campione d'Italia d'ufficio.

## Squadre partecipanti
| Club      | Stagione | Città   |
| --------- | -------- | ------- |
| Triestina | dettagli | Trieste |

## Verdetti
| Verdetto               | Club                  |
| ---------------------- | --------------------- |
| Campione d'Italia 1927 | Triestina (3º titolo) |

### Squadra campione
| N° | Naz.              | Ruolo | Sportivo        |  |  |  |
| -- | ----------------- | ----- | --------------- |  |  |  |
|    | Italia (bandiera) | E     | Luigi Canal     |  |  |  |
|    | Italia (bandiera) | E     | Mario Cergol    |  |  |  |
|    | Italia (bandiera) | E     | Gino De Santi   |  |  |  |
|    | Italia (bandiera) | E     | Vittorio Dorigo |  |  |  |
|    | Italia (bandiera) | P     | Ares Pecorari   |  |  |  |
|    | Italia (bandiera) | E     | Aldo Orlandi    |  |  |  |

- Allenatore:  Edoardo Germogli